# Zlaté maliny za rok 2012
Zlaté maliny za rok 2012 byly udělovány 23. února 2013 v Magicopolis v Santa Monice v Kalifornii. Nominace byly vyhlášeny dne 8. ledna 2013. Nominované filmy, které byly pokládány za nejhorší remaky nebo pokračování, vybrala veřejnost prostřednictvím stránek Rotten Tomatoes. Nejoceňovanějším filmem roku se nakonec stal snímek Twilight sága: Rozbřesk – 2. část.

## Ceny a nominace
| „Vítěz“* |

| Kategorie                                                                                             | Nominovaný |
| --- | ---------- |
| Nejhorší film                                                                                         |            |
| Twilight sága: Rozbřesk – 2. část (Summit Entertainment)                                              |            |
| Bitevní loď (Universal)                                                                               |            |
| The Oogieloves in the Big Balloon Adventure                                                           |            |
| Můj otec je šílenec (Columbia)                                                                        |            |
| Tisíc slov (Paramount / DreamWorks)                                                                   |            |
| Nejhorší herec                                                                                        |            |
| Adam Sandler za Můj otec je šílenec                                                                   |            |
| Nicolas Cage za filmy Ghost Rider 2 a Vendeta                                                         |            |
| Eddie Murphy za Tisíc slov                                                                            |            |
| Robert Pattinson za Twilight sága: Rozbřesk – 2. část                                                 |            |
| Tyler Perry za filmy Vražedná hra a Good Deeds                                                        |            |
| Nejhorší herečka                                                                                      |            |
| Kristen Stewart za filmy Sněhurka a lovec a Twilight sága: Rozbřesk – 2. část                         |            |
| Katherine Heiglová za film Slečna nebezpečná                                                          |            |
| Milla Jovovich za film Resident Evil: Odveta                                                          |            |
| Tyler Perry (jako Madea) ve filmu Tajný agent v sukni                                                 |            |
| Barbra Streisand za film Výlet s mámou                                                                |            |
| Nejhorší herec ve vedlejší roli                                                                       |            |
| Taylor Lautner za Twilight sága: Rozbřesk – 2. část                                                   |            |
| David Hasselhoff (jako David Hasselhoff) v Piraňa 3DD                                                 |            |
| Liam Neeson za filmy Bitevní loď a Hněv Titánů                                                        |            |
| Nick Swardson za Můj otec je šílenec                                                                  |            |
| Vanilla Ice (jako Vanilla Ice) za Můj otec je šílenec                                                 |            |
| Nejhorší herečka ve vedlejší roli                                                                     |            |
| Rihanna za Bitevní loď                                                                                |            |
| Jessica Biel za filmy Chlap na roztrhání a Total Recall                                               |            |
| Brooklyn Decker za Bitevní loď a Jak porodit a nezbláznit se                                          |            |
| Ashley Greene za Twilight sága: Rozbřesk – 2. část                                                    |            |
| Jennifer Lopez za Jak porodit a nezbláznit se                                                         |            |
| Nejhorší pár na plátně                                                                                |            |
| Mackenzie Foy a Taylor Lautner v Twilight sága: Rozbřesk – 2. část                                    |            |
| Kteříkoliv dva členové obsazení seriálu Pařba v Jersey Shore ve filmu Tři moulové                     |            |
| Robert Pattinson a Kristen Stewart ve filmu Twilight sága: Rozbřesk – 2. část                         |            |
| Tyler Perry jako Madea a další postavy v Tajný agent v sukni                                          |            |
| Adam Sandler a buď Leighton Meesterová, Andy Samberg nebo Susan Sarandon ve filmu Můj otec je šílenec |            |
| Nejhorší prequel, remake, rip-off nebo sequel                                                         |            |
| Twilight sága: Rozbřesk – 2. část (Summit Entertainment)                                              |            |
| Ghost Rider 2 (Columbia)                                                                              |            |
| Tajný agent v sukni (Lionsgate)                                                                       |            |
| Piraňa 3DD (Dimension)                                                                                |            |
| Rudý úsvit (FilmDistrict)                                                                             |            |
| Nejhorší režisér                                                                                      |            |
| Bill Condon za Twilight sága: Rozbřesk – 2. část                                                      |            |
| Sean Anders za Můj otec je šílenec                                                                    |            |
| Peter Berg za Bitevní loď                                                                             |            |
| Tyler Perry za Good Deeds a Tajný agent v sukni                                                       |            |
| John Putch za Atlasova vzpoura: 2. část                                                               |            |
| Nejhorší scénář                                                                                       |            |
| Můj otec je šílenec (David Caspe)                                                                     |            |
| Atlasova vzpoura: 2. část (scénář Duke Sandefur, Brian Patrick O'Toole a Duncan Scott)                |            |
| Bitevní loď (Jon Hoeber a Erich Hoeber)                                                               |            |
| Tisíc slov (Steve Koren)                                                                              |            |
| Twilight sága: Rozbřesk – 2. část (Melissa Rosenberg a Stephenie Meyer)                               |            |
| Nejhorší obsazení na plátně                                                                           |            |
| obsazení filmu Twilight sága: Rozbřesk – 2. část                                                      |            |
| obsazení filmu Bitevní loď                                                                            |            |
| obsazení filmu Tajný agent v sukni                                                                    |            |
| obsazení filmu The Oogieloves in the Big Balloon Adventure                                            |            |
| obsazení filmu Můj otec je šílenec                                                                    |            |

## Více nominací získaly filmy
- Twilight sága: Rozbřesk – 2. část – 11
- Můj otec je šílenec – 8
- Bitevní loď – 7
- Agent v sukni – 5
- Tisíc slov – 3
- Atlasova vzpoura: 2. část, Ghost Rider 2, Good Deeds, The Oogieloves in the Big Balloon Adventure, Piraňa 3DD, Jak porodit a nezbláznit se – 2